# ジール (船会社)
株式会社ジール（ZEAL CO., LTD.）は、東京湾を中心としたクルーズ事業を運営する日本の企業。ウェディング事業や撮影事業（水中撮影・水上撮影・船舶撮影）、レストラン事業も手がける。本社は東京都港区海岸にある。港区は他にもクルージング会社や屋形船が多い。
2006年7月に東京都の運河ルネッサンス事業の一環として、東品川に自社桟橋の天王洲ヤマツピア（天王洲アイル）を設置、2011年6月に同隣接地に運河の見える地中海レストランCaptain's Wharf（キャプテンズワーフ）をオープン。
東京湾クルーズ（ランチクルーズ&ディナークルーズ）、貸切船上パーティーやウェディング、また、遊覧観光事業にも力を入れ日本橋・神田川・目黒川などの運河遊覧クルーズなどをプロデュースする。

## 自社所有船
- ZEA FLEET / ジーフリート（全長：28m、定員：95名）
- Nifty52 / ニフティーフィフティーツー（全長：15m、定員：35名）
- かのん / 海音（全長：9.95m、定員：44名）
- ルーク / 瑠空（全長：9.95m、定員：44名）
- ZEN FLEET / ゼンフリート（全長：9m、定員：40名）
- チップ（全長：11.95m、定員：33名）
- コハク（船外機付きゴムボート）

撮影事業では 映画・CM・テレビ番組・PVなどで船舶を使用されることが多い。
主な作品例
- 映画
  - シン・ゴジラ
  - 淵に立つ
  - 4DX作品「雨女」
  - 海難1890
  - S -最後の警官-
  - THE NEXT GENERATION -パトレイバー-
  - ふしぎな岬の物語
  - こちら葛飾区亀有公園前派出所 THE MOVIE
  - ロストクライム -閃光-
  - 踊る大捜査線 THE MOVIE3
  - 沈まぬ太陽
  - クヒオ大佐
  - 容疑者Xの献身
  - 極道の妻たち
  - 釣りバカ日誌11
- CM
  - サントリー「BOSSブラック」
  - KIRIN「澄みきり」
  - KIRIN「ストロングセブン」
  - オンワード樫山「自由区」
  - 資生堂「白ツバキ」「赤ツバキ」「MAQuillAGE」
  - 三井不動産「芝浦アイランド ケープタワー」
  - サントリー「ザ・カクテルバー」
- その他
  - 24時間テレビ「佐渡海峡横断リレー」
  - 24時間テレビ「津軽海峡縦断リレー」
  - DVD「東京ウォータークルージング」

## 加盟会員
- 日本旅客船協会 正会員
- 関東旅客船協会 正会員
- クルーズライン協同組合 代表理事
- 港区観光協会　水辺部会副部長
- 品川観光振興協議会　委員
- 品川観光協会
- 江東区観光協会
- 墨田区観光協会
- 全国海洋散骨船協会　正会員
- 品川・天王洲運河ルネッサンス

## 関連会社
- 株式会社天王洲ヤマツピア
- 地中海リストランテ　キャプテンズワーフ（品川天王洲　運河沿いレストラン）
- 一般社団法人　東京水の都推進協議会
- ジールツアー株式会社(リッシュトラベル)